# 岩手大学大学院連合農学研究科・獣医学研究科・農学部

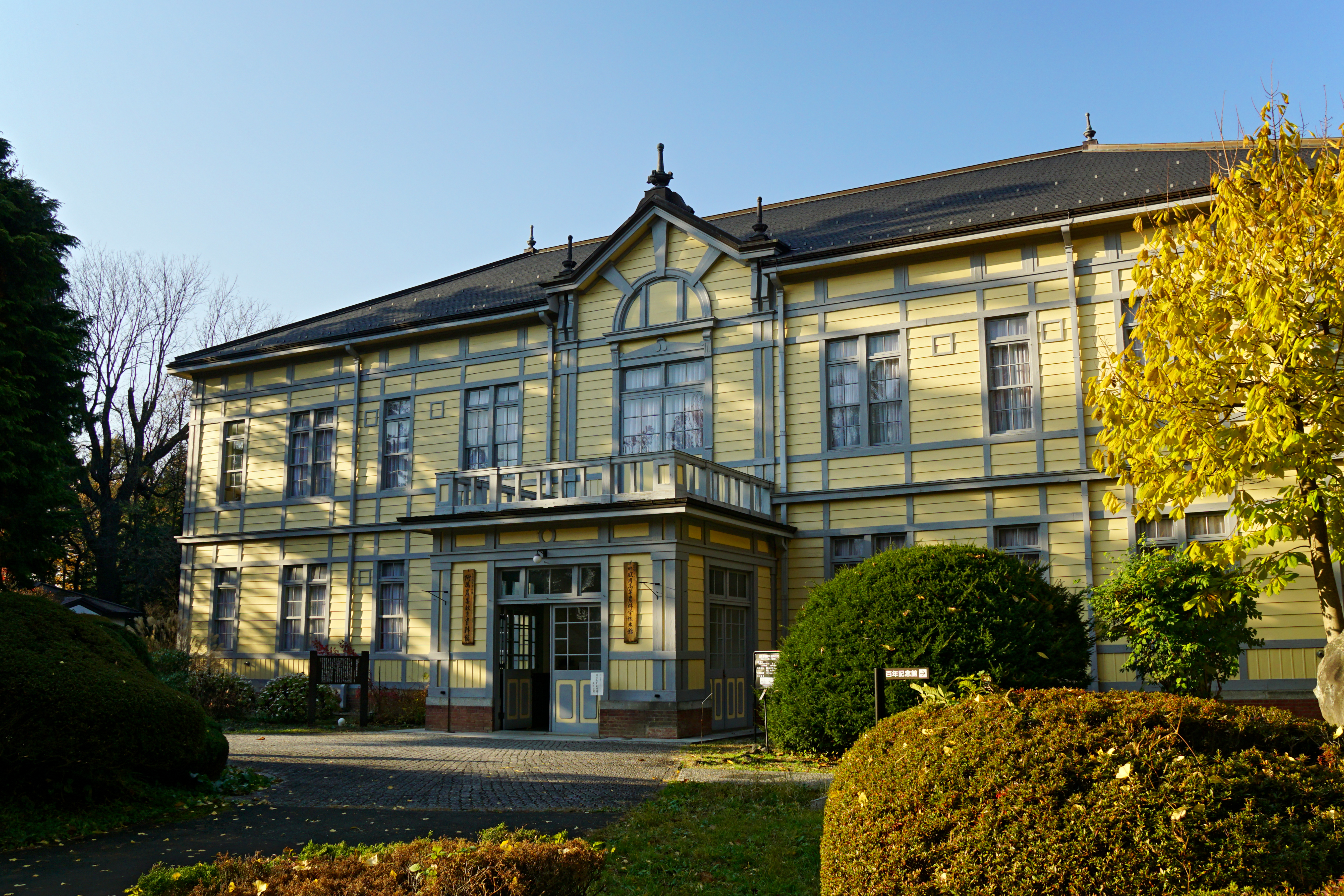
旧盛岡高等農林学校本館（現・農学部農業教育資料館、重要文化財）

岩手大学農学部（いわてだいがくのうがくぶ）は、岩手大学に設置される学部である。岩手大学大学院連合農学研究科（―れんごうのうがくけんきゅうか）、岩手大学大学院獣医学研究科（―じゅういがくけんきゅうか）は、岩手大学に設置される研究科である。1902年(明治35年）に設置された官立盛岡高等農林学校を起源とする。 
大学院連合農学研究科（博士課程）の構成大学は、弘前大学・岩手大学・山形大学である（1990年設置）。連大（岩手連大）の略称がある。
農学部の共同獣医学科（6年制）は、岩手大学・東京農工大学で構成されている（2016年改組）。
なお、2025年度から、理工学部とともに農学部の改組ならびに獣医学部の新設を計画している。農学部については、これまでの理工学部化学・生命理工学科生命コースを農学部へ組み込み、食料農学科（農学コース・食品健康科学コース）、生命科学科（分子生物機能学コース・分子生命医科学コース）、地域環境科学科（革新農業コース・森林科学コース）、動物科学・水産科学科（動物科学コース・水産システム学コース）の各学科を、獣医学部については共同獣医学科を開設する予定。

## 学科・専攻

### 農学部
- 植物生命科学科[4]
  - 作物学分野
  - 園芸学分野
    - 蔬菜花卉園芸学
    - 果樹園芸学

  - 植物育種学分野
  - 植物病理学分野
  - 応用昆虫学分野
  - 植物生理学分野
    - 生命適応機能
    - 植物ホルモン生物学

  - 植物・微生物群相互作用分野
- 応用生物化学科
  - 生体熱制御システム学分野　
  - 細胞生物学分野　
  - 応用微生物学分野　
  - 天然物生化学分野　
  - 栄養化学分野　
  - 食品工学分野　
  - 土壌学分野　
  - 食品化学分野　
  - 生化学分野　
  - 分子生物学分野　
  - 植物栄養生理学分野
- 森林科学科
  - 林業生産工学分野　
  - 森林資源化学分野　
  - 砂防学分野　
  - 森林動態制御分野
  - 森林・環境教育分野　
  - 森林保全生態学分野　
  - 保全生物学分野　
  - 森林政策学分野　
  - 木質資源工学分野　
  - 野生動物管理学分野
  - 造林学分野（森林生態学分野）
  - 森林資源管理分野
- 食料生産環境学科[5]
  - 農村地域デザイン学コース（農業工学分野）
    - 土壌圏循環学分野
    - 施設機能工学分野
    - 資源経済・政策と数理資源分野
    - 土環境工学分野
    - 農業循環科学分野
    - 水循環分野
    - 水環境工学分野
    - 都市・地域デザイン分野
    - 地域生態管理学分野

  - 食産業システム学コース
    - 農業経営・経済学分野
    - 植物環境制御学分野（気候、栽培システム）
    - 農作業システム学分野（機械制御系）
    - 農業循環科学分野（廃棄物処理）
    - 農産物流通科学分野（加工技術、安全科学）
    - 農業水理学分野

  - 水産システム学コース
    - 水産システム学分野（水族遺伝学、分子生態学）
    - 水産増殖学分野
    - 水産システム学分野（水産食品加工学）
    - 水産システム学（漁業資源生態学）
- 動物科学科
  - 動物生理学分野　
  - 動物遺伝育種学分野　
  - 動物生殖工学分野　
  - 動物栄養機能学分野　
  - 動物行動学分野　
  - 家畜繁殖学分野　
  - 家畜生産生理学分野　
  - 家畜飼養学分野　
  - 草地学分野　
  - 食肉科学分野
- 共同獣医学科（令和7年から獣医学部に改組）
  - 獣医解剖学分野　
  - 獣医生理学分野　
  - 実験動物学分野　
  - 比較薬理毒性学分野
  - 獣医病理学分野　
  - 獣医寄生虫学分野　
  - 獣医微生物学分野　
  - 獣医環境衛生学分野　
  - 獣医公衆衛生学分野　
  - 獣医画像診断学分野　
  - 小動物外科学分野　
  - 小動物病態内科学分野　
  - 小動物病態診断学分野　
  - 繁殖機能制御学分野　
  - 産業動物内科学分野　
  - 産業動物臨床学分野

### 総合科学研究科（修士課程）
- 農学専攻[7]
  - 植物生命科学コース
  - 応用生物化学コース
  - 動物科学コース

### 連合農学研究科（博士課程）
- 生物生産科学専攻
  - 講座：植物生産学（連合講座）、動物生産学（連合講座）、生物生態制御学（連合講座）
- 生物資源科学専攻
  - 講座：生物分子機能学（連合講座）、ゲノム・細胞システム工学（連合講座）、食品科学（連合講座）
- 地域環境創生学専攻
  - 講座：地域資源・環境経済学（連合講座）、地域環境工学（連合講座）、地域資源・環境管理学（連合講座）

### 獣医学研究科（博士課程・4年制）
- 共同獣医学専攻
  - 講座：動物基礎医学、獣医衛生科学、獣医臨床医科学

## 附属施設
- 寒冷フィールドサイエンス教育研究センター[10]
- 動物病院[11]
- 動物医学食品安全教育研究センター[12]
- 植物園[13]
- 農業教育資料館（旧盛岡高等農林学校本館）[14]
- 三陸水産研究センター[15]
- 次世代アグリイノベーション研究センター[16]

## 同窓会
盛岡高等農林学校時代からの同窓会として北水会を置く。